# Hamarikyuparken

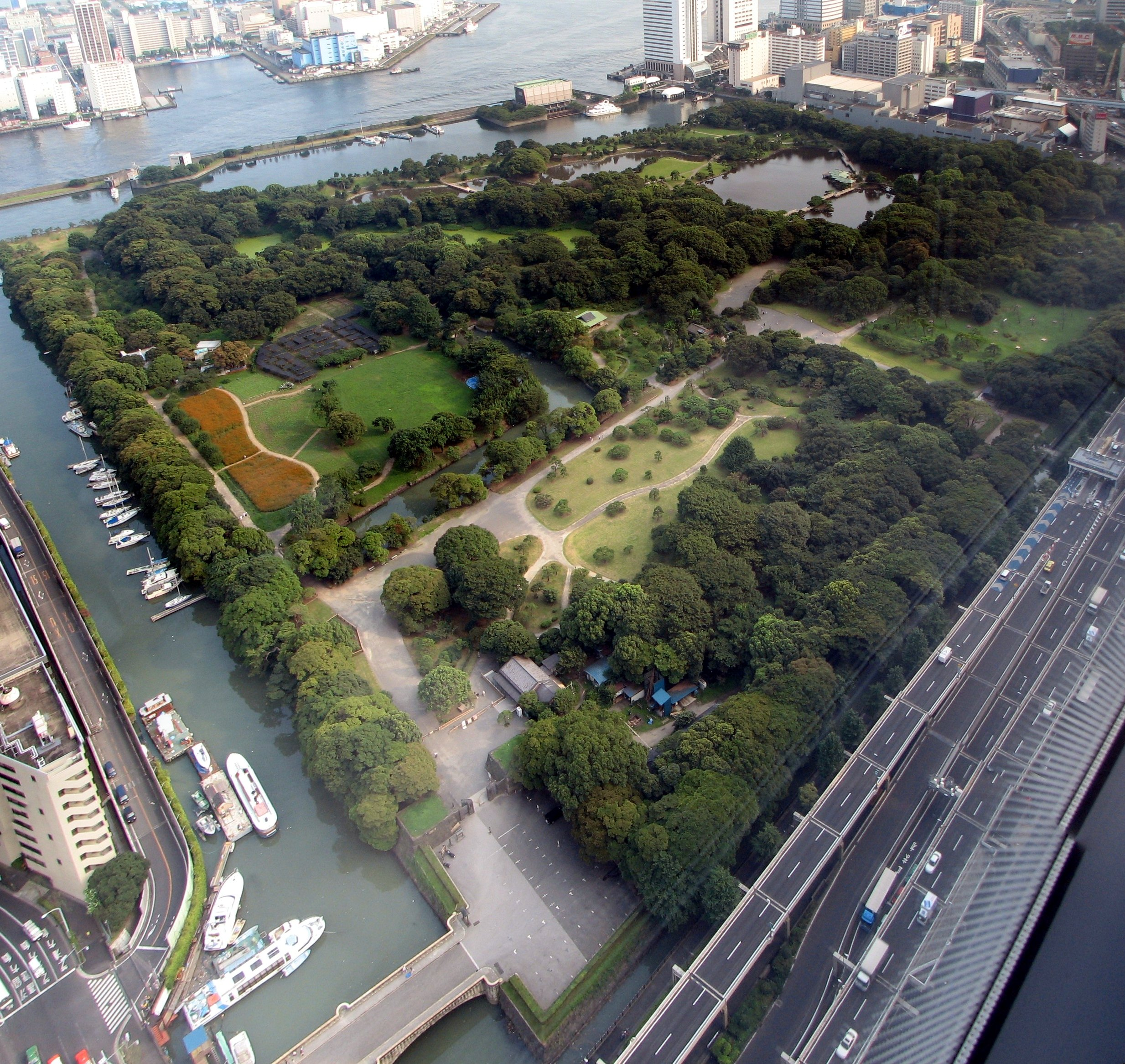
Hamarikyuparken sedd från en skyskrapa i Shiodome.

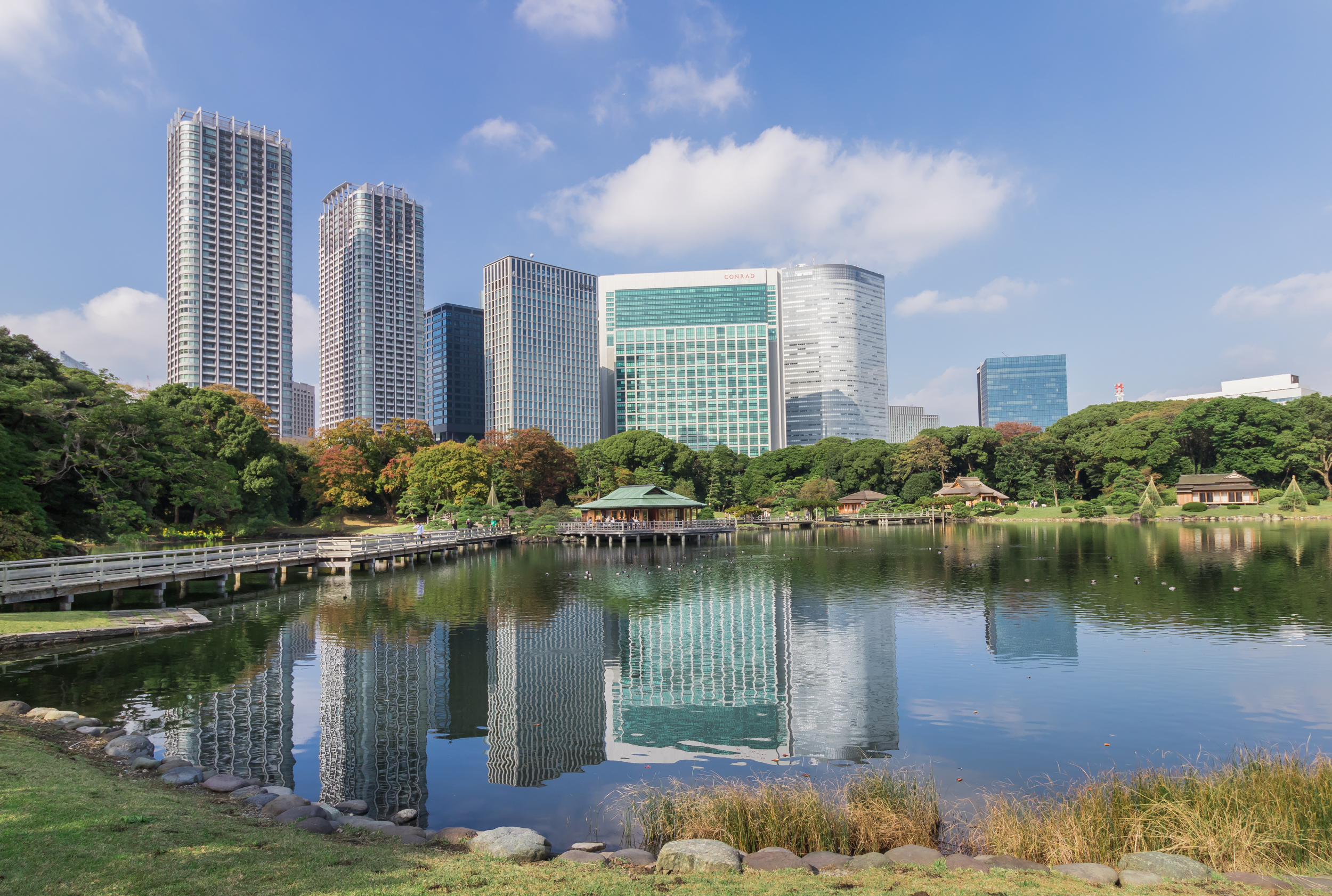
Tehus vid dammen.

Hamarikyuparken (浜離宮恩賜庭園 Hama-rikyū Onshi Teien?) är en offentlig park i Chūō, Tokyo, Japan. Parken ligger vid mynningen av Sumidafloden och öppnades den 1 april 1946. Parken är en 250,165 m² anlagd trädgård som omger Shioiridammen. Själva parken är omgiven av en vallgrav fylld med havsvatten från Tokyobukten. Den byggdes om till allmän trädgårdspark på den plats där ett hus för samurajklanen Tokugawa låg på 1600-talet.